# Codice G
Il Codice G (dall'inglese G-code) o codice preparatorio o funzione sono funzioni nel linguaggio di programmazione del controllo numerico. Viene impiegato nella definizione del percorso macchina su macchine a controllo numerico, tra cui anche le macchine da stampa 3D.
I codici G sono dei codici che posizionano il dispositivo ed eseguono il lavoro, in opposizione al codice M, che gestisce la macchina; T sta per il codice in relazione allo strumento (Tool).
S e F corrispondono a tool-Speed (velocità) e tool-Feed (risposta-ritorno), e infine il codice D per compensazione.